# Condado de Villamediana
El condado de Villamediana  es un título nobiliario español concedido el 12 de octubre de 1603 por el rey Felipe III a favor de Juan de Tassis y Acuña, correo mayor del Reino, embajador en Inglaterra y caballero de la Orden de Santiago.
Su nombre hace referencia al municipio de Villamediana, en la provincia de Palencia, que fue adquirida en 1600 por Juan de Tassis y Acuña.

## Condes de Villamediana
|                                | Titular                                                 | Periodo                        |
| Creación por el Rey Felipe III | Creación por el Rey Felipe III                          | Creación por el Rey Felipe III |
| ------------------------------ | ------------------------------------------------------- | ------------------------------ |
| I                              | Juan de Tassis y Acuña                                  | 1603-1607                      |
| II                             | Juan de Tassis y Peralta                                | 1607-1622                      |
| III                            | Íñigo Vélez de Guevara y Tassis                         | 1622-1658                      |
| IV                             | Catalina Vélez Ladrón de Guevara y Manrique de la Cerda | 1658-1684                      |
| V                              | Iñigo Manuel Vélez Ladrón de Guevara y Tassis           | 1684-1699                      |
| VI                             | Diego Gaspár Vélez de Guevara                           | 1699-1725                      |
| VII                            | Melchora de la Trinidad Vélez de Guevara                | 1725-1727                      |
| VIII                           | José María de Guzmán y Guevara                          | 1727-1781                      |
| IX                             | Diego Ventura de Guzmán y Fernández de Córdoba          | 1781-1805                      |
| X                              | Diego Isidro de Guzmán y de la Cerda                    | 1805-1849                      |
| XI                             | María del Carmen de Guzmán y Caballero                  | 1850-1882                      |
| XII                            | Diego del Alcázar Guzmán y Vera de Aragón               | 1883-1922                      |
| XIII                           | Diego del Alcázar y Roca de Togores                     | 1922-1965                      |
| XIV                            | Diego del Alcázar y Caro                                | 1965-1994                      |
| XV                             | Pedro del Alcázar y Narváez                             | 1996-hoy                       |

## Historia de los condes de Villamediana
- Juan de Tassis y Acuña (m. Madrid, 12 de septiembre de 1607), I conde de Villamediana, correo mayor de España, caballero de la Orden de Santiago y embajador en Francia. Hijo de Ramón (también llamado Raimundo) de Tassis Wachtendonk, nacido en Malinas, Bélgica, y de Catalina de Acuña y Zúñiga, hija de los condes de Buendía.[3][4]

Casó con Mariana de Peralta y Muñatones. Le sucedió su hijo:
- Juan de Tassis y Peralta (1582-1622),  II conde de Villamediana,[5] correo mayor del reino y poeta.

Casó en 1602 con Ana de Mendoza y de la Cerda. Le sucedió sobrino segundo, nieto de Mariana de Tassis y Acuña, hermana del primer conde, que había casado con Pedro Vélez de Guevara:
- Íñigo Vélez Ladrón de Guevara y Tassis (1597-22 de febrero de 1658), III conde de Villamediana,[7] VIII conde de Oñate, I conde de Campo Real, XXXV virrey de Nápoles, electo gobernador de Milán, correo mayor de España, caballero de la Orden de Calatrava, gentilhombre de cámara de Felipe IV, embajador en Roma y miembro de los consejos de estado y guerra.[7]  Era hijo de Íñigo Vélez de Guevara y Tassis (m. 1644), señor de  Salinillas y correo mayor, que había casado con su prima, Catalina Vélez Ladrón de Guevara, V condesa de Oñate.[8]

Casó en 1621 con Antonia Manrique de la Cerda, XI condesa de Castañeda, hija de los marqueses de Aguilar de Campoo. Le sucedió su hija:
- Catalina Vélez Ladrón de Guevara y Manrique de la Cerda (m. 24 de septiembre de 1684), IV condesa de Villamediana y IX condesa de Oñate.[7]

Casó en primeras nupcias con su tío Beltrán Vélez de Guevara, y en segundas, siendo su tercera esposa, con Ramiro Núñez de Guzmán, II duque de Medina de las Torres, II duque de Sanlúcar la Mayor, II marqués del Toral, conde de Arzarcóllar. Sin descendencia de este matrimonio. Le sucedió, de su primer matrimonio, su hijo:
- Iñigo Manuel Vélez de Guevara y Tassis (1642-5 de noviembre de 1699), V conde de Villamediana,[9][7] X conde de Oñate,  II conde de Campo Real, II y último marqués de Campo Real, permutado por el marquesado de Guevara del que fue el primer titular, señor de Salinillas y de la casa de Orbea, correo mayor de España y caballero de la Orden del Toisón de Oro.[7]

Casó en 1666 con Luisa Clara de Lamoral y Ligne, de quien fue su segundo esposo. Le sucedió su hijo:
- Diego Gaspar Vélez de Guevara (m. 1725), VI conde de Villamediana,[7] XI conde de Oñate, II marqués de Guevara y II conde de Campo Real.[7]

Casó con María Nicolasa de la Cerda y Aragón. Sin descendencia, le sucedió su hermana:
- Melchora de la Trinidad Vélez de Guevara (m. 1727), VII condesa de Villamediana,[7] XII condesa de Oñate, III marquesa de Guevara, III condesa de Campo Real.

Casó el 18 de noviembre de 1708 con Sebastián Antonio de Guzmán y Spínola, V marqués de Montealegre, V marqués de Quintana del Marco, VI conde de Castronuevo, VI conde de los Arcos, etc. Le sucedió su hijo:
- José María de Guzmán y Guevara (Madrid, 22 de septiembre de 1709-19 de septiembre de 1781), VIII conde de Villamediana,[7] XIII conde de Oñate, VI marqués de Montealegre, IV marqués de Guevara, VI marqués de Quintana del Marco, VII conde de los Arcos, IV conde de Campo Real (II), VII conde de Castronuevo, IX conde de Añover de Tormes, caballero del Toisón de Oro, Gran Cruz de Carlos III, correo mayor de España, caballero de la Orden de San Jenaro, gentilhombre de cámara con ejercicio, sumiller de corps, mayordomo mayor de las reinas María Bárbara de Portugal y María Amalia de Sajonia.[7]

Casó en primeras nupcias el 10 de agosto de 1728 con María Felicia Fernández de Córdoba-Figueroa y Spínola de la Cerda, hija de Nicolás Fernández de Córdoba y de la Cerda, X duque de Medinaceli etc, y su esposa Jerónima Spínola de la Cerda. Casó en segundas nupcias el 21 de septiembre de 1748 con Ventura Francisca Fernández de Córdoba Folch de Cardona Requesens y de Aragón (1712-1768), XI duquesa de Sessa, IX duquesa de Baena, X duquesa de Soma, XV condesa de Cabra etc. Le sucedió un hijo de su primer matrimonio:
- Diego Ventura de Guzmán y Fernández de Córdoba (Madrid, 11 de noviembre de 1738-8 de julio de 1805), IX conde de Villamediana,[10] XIV conde de Oñate,[10] VII marqués de Montealegre,[10] VII marqués de Quintana del Marco,[10] V marqués de Guevara,[10] XVII marqués de Aguilar de Campoo grande de España,[10] VIII conde de Castronuevo,[10] VIII conde de los Arcos,[10] V conde de Campo Real,[10] X conde de Añover de Tormes,[10] XXI conde de Castañeda,[10] caballero de la Orden del Toisón de Oro, etc.[10]

Casó con su prima hermana, María Isidra de la Cerda y Guzmán, XIX duquesa de Nájera, VI marquesa de la Laguna de Camero Viejo, XIV condesa de Paredes de Nava. Le sucedió su hijo:
- Diego Isidro de Guzmán y de la Cerda (1776-1849), X conde de Villamediana,[11] XV conde de Oñate,[11] XIX duque de Nájera, XVIII marqués de Aguilar de Campoo,[11] XV conde de Paredes de Nava,[11] VIII marqués de Montealegre,[11] IX marqués de Quintana del Marco, IX conde de Castronuevo,[11] IX conde de los Arcos,[11] VII marqués de la Laguna de Camero Viejo, XVII conde de Treviño, conde de Castañeda, conde de Valencia de Don Juan, VII conde de Campo Real, VI marqués de Guevara.

Contrajo un primer matrimonio con María del Pilar de la Cerda y Marín de Resende. Casó en segundas nupcias con María Magdalena Tecla Caballero y Terreros. Le sucedió su hija del segundo matrimonio:
- María del Carmen de Guzmán y Caballero (3 de junio de 1820-3 de mayo de 1882), XI condesa de Villamediana[12] y dama de la Orden de María Luisa.

Casó el 16 de marzo de 1847, en la iglesia de San Ginés en Madrid, con Serapio del Alcázar y Vera de Aragón (1821-1880), X conde de Crecente, VI marqués de Peñafuente, caballero de la Orden de Alcántara y gentilhombre de cámara con ejercicio. Le sucedió su hijo:
- Diego del Alcázar Guzmán y Vera de Aragón (1849-1940), XII conde de Villamediana,[12] VII marqués de Peñafuente,[12] V conde de los Acevedos,[12] VI conde del Sacro Romano Imperio, II vizconde de Tuy (por rehabilitación a su favor en 1921) y gentilhombre de cámara con ejercicio del rey Alfonso XIII.[12]

Casó el 25 de mayo de 1876, en París, con María del Carmen Roca de Togores y Aguirre-Solarte. Le sucedió su hijo:
- Diego del Alcázar y Roca de Togores (18 de septiembre de 1882-31 de julio de 1966), XIII conde de Villamediana,[12] VIII marqués de Peñafuente,[12] VIII conde del Sacro Romano Imperio, XIV conde de Añover de Tormes.[12]

Casó el 15 de junio de 1922 con su prima María de la Piedad Caro y Martínez de Irujo, I duquesa de Santo Buono y VIII marquesa de la Romana. Le sucedió su hijo:
- Diego del Alcázar y Caro (1925-28 de octubre de 1994), XIV conde de Villamediana,[12] IX marqués de Peñafuente,[12] IX marqués de la Romana,[12] XIV conde de Añover de Tormes, VII conde del Sacro Romano Imperio.[12]

Casó con María Teresa Silvela y Jiménez-Arenas. Le sucedió su nieto, hijo de Mariano de Alcázar y Silvela (m. 1995) y de su esposa María de la Concepción Narváez y López de Cevallos:
- Pedro del Alcázar y Narváez (n. 7 de abril de 1980), XV conde de Villamediana.[13]